# Качталер, Иоганн Баптист
Иоганн Баптист Качталер (нем. Johannes Baptist Katschthaler; 29 мая 1832, Хиппах, Австрийская империя — 27 февраля 1914, Зальцбург, Австро-Венгрия) — австро-венгерский кардинал. Титулярный епископ Сибистры и вспомогательный епископ Зальцбурга с 4 июня 1891 по 10 мая 1900. Архиепископ Зальцбурга с 10 мая 1900 по 27 февраля 1914. Кардинал-священник с 22 июня 1903, с титулом церкви Сан-Томмазо-ин-Парионе с 12 ноября 1903.